# 52455 Masamika
52455 Masamika este un asteroid din centura principală de asteroizi.

## Descriere
52455 Masamika este un asteroid din centura principală de asteroizi. A fost descoperit pe 6 ianuarie 1995 la Geisei de Tsutomu Seki. El prezintă o orbită caracterizată de o semiaxă mare de 2,53 ua, o excentricitate de 0,20 și o înclinație de 19,0° în raport cu ecliptica.